# Gračanica (Prijepolje)
Gračanica (Servisch cyrillisch Грачаница) is een plaats in de Servische gemeente Prijepolje. De plaats telt 199 inwoners (2002).